# Henryk Holka
Henryk Holka (ur. 1942, zm. 16 lipca 2025) – polski inżynier, doktor habilitowany nauk technicznych profesor PBŚ, dziekan.

## Życiorys
W 1999 r. habilitował się. Został pracownikiem naukowym w Bydgoskiej Szkole Wyższej w Bydgoszczy, w Wyższej Szkole Środowiskowej z siedzibą w Bydgoszczy, oraz w Wyższej Szkole Gospodarki w Bydgoszczy.